# Stephansplatz (stacja metra w Wiedniu)
Stephansplatz – ważna stacja węzłowa metra w Wiedniu na linii U1 i U3. Została otwarta 25 lutego 1978. 
Znajduje się w 1. dzielnicy Innere Stadt. Ze względu na funkcję, jako centralnego węzła w sieci metra i z powodu licznych okolicznych atrakcji, stacja jest jednym z najbardziej ruchliwych obiektów w Wiedniu. Każdego dnia około 255 tysięcy pasażerów korzysta ze stacji.